# Шахворостов, Сергей Михайлович
Сергей Михайлович Шахворостов (29 августа 1924 — 16 июня 2001) — командир отделения сапёрного взвода 273-го гвардейского стрелкового полка, гвардии младший сержант. Герой Советского Союза (1944).

## Биография
Родился 29 августа 1924 года в городе Алма-Ата. Окончил 7 классов, школу фабрично-заводского обучения.
В Красной Армии с сентября 1942 года. В действующей армии с декабря 1942 года. Участник Сталинградской битвы. На минах, выставленных Шахворостовым, подорвались три танка. Красноармеец Шахворостов был награждён медалью «За отвагу».
Командир отделения сапёрного взвода 273-го гвардейского стрелкового полка гвардии младший сержант Шахворостов во время форсирования Днепра проявил выдержку, мужество и находчивость. Сапёрному взводу было приказано обеспечить переправу передового отряда на правый берег в районе села Келеберда. Накануне форсирования реки отделение Шахворостова в двух километрах от места переправы нашло испорченную резиновую лодку и отремонтировало её. Сделали из брёвен несколько плотов. В ночь на 30 сентября 1943 года при форсировании Днепра на лодке под сильным огнём врага Шахворостов сделал 8 рейсов, доставив на правый берег 50 бойцов и 30 ящиков с боеприпасами.
Указом Президиума Верховного Совета СССР от 22 февраля 1944 года за проявленные мужество, отвагу и героизм, гвардии младшему сержанту Шахворостову Сергею Михайловичу присвоено звание Героя Советского Союза с вручением ордена Ленина и медали «Золотая Звезда».
В декабре 1943 года С. М. Шахворостов был тяжело ранен. После длительного лечения в 1944 году демобилизован.
В 1948 году окончил Казахский государственный институт физической культуры. Жил в городе Алма-Ата. Работал в спортивном обществе «Трудовые резервы».
С 2000 года жил городе Лида Гродненской области Республики Беларусь. Скончался 16 июня 2001 года. Похоронен на кладбище в посёлке Молодёжный.

## Награды
На месте форсирования Днепра установлен бюст Героя.
Награждён орденами Ленина, Отечественной войны 1-й степени, медалями.